# Houttuynia cordata
Poivre de Chine, Herbe à poivre
Espèce
Classification phylogénétique
Houttuynia cordata, le Poivre de Chine ou Herbe à poivre, est une espèce de plantes à fleurs de la famille des Saururacées.

## Répartition
Houttuynia cordata est originaire de l'Asie du Sud-Est et elle pousse aussi dans l'Himalaya indien, au Bhoutan, au Népal, en Chine, à Taïwan ainsi qu'au Japon dans les îles Ryūkyū.

## Taxonomie
Elle était la seule représentante du genre Houttuynia jusqu'en 2001, quand une deuxième espèce a été décrite, dont la validité reste en suspens.

## Description
C'est une espèce commune dans les lieux marécageux, à stolons rampants, à tige dressée, glabre, à feuilles alternes, engainantes, cordées à la base et aiguës au sommet ; aux inflorescences en épis terminaux avec quatre bractées blanches développées ; aux fleurs jaune pâle ; aux graines ovales, lisses. C'est une plante herbacée vivace qui, à l'instar de la menthe, a tendance à devenir envahissante.

### Forme panachée

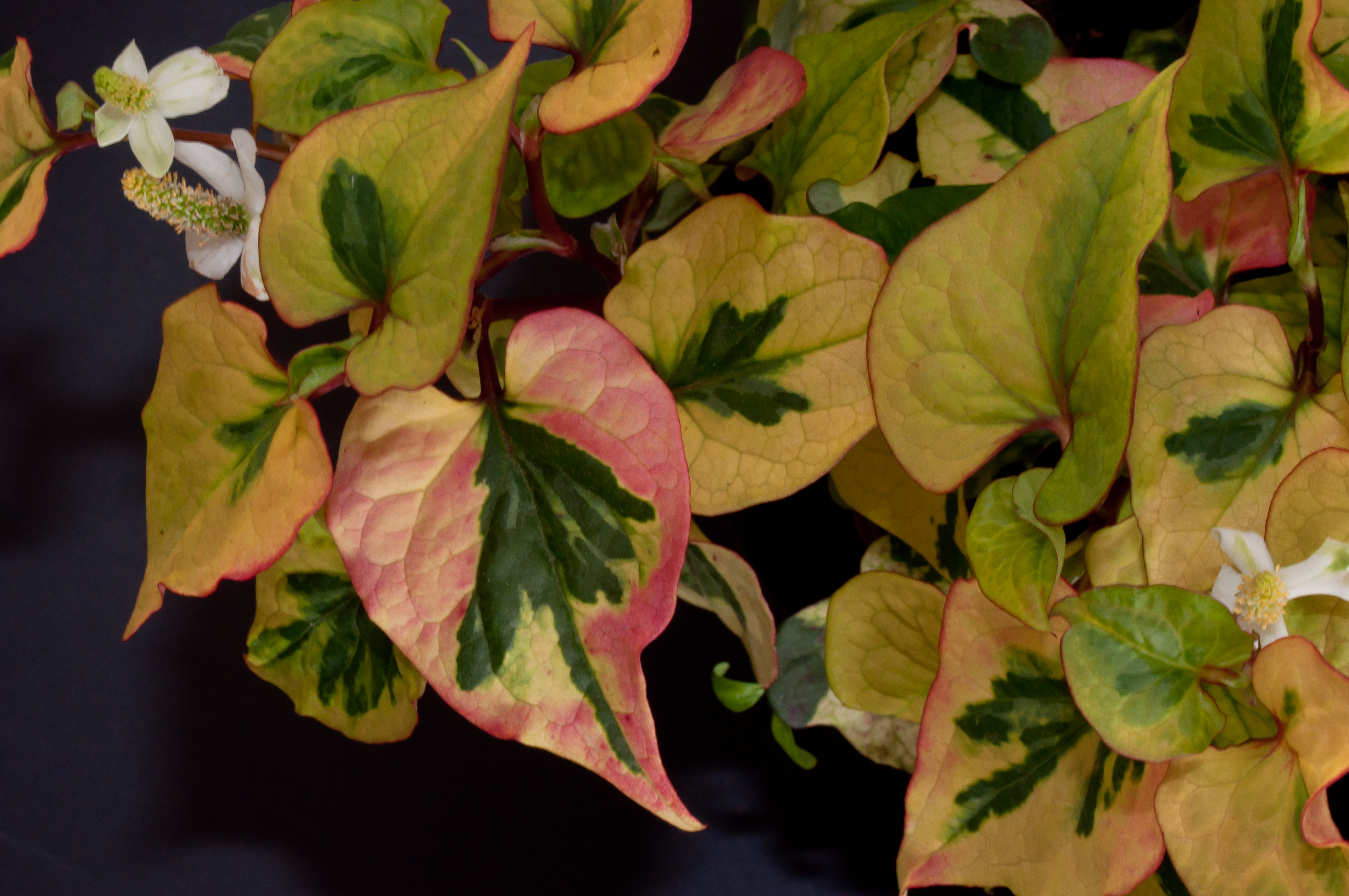
Houttuynie cordata 'Chameleon'. Certaines feuilles ont viré au rouge avec leur exposition à la lumière.

Le nom de « plante caméléon » est donné à la variété 'Chameleon' aux feuilles panachées car ses feuilles changent de couleur lorsqu'elles sont exposées à la lumière, passant du vert au rouge.
Cette variété 'Chameleon' (synonymes : H.cordata 'Court Jester', 'Tricolour', et 'Variegata') est légèrement moins vigoureuse que les autres Houttuynia, ce qui peut réduire son invasivité.
Utilisée en aménagement paysager, elle reste très basse et présente un grand intérêt décoratif par les teintes vives de ses feuilles. Les tiges et surtout les feuilles dégagent un surprenant parfum d'orange lorsqu'on les froisse ; les fleurs très nombreuses sont disposées en épi conique, elles ont à leur base un involucre blanc ressemblant à des pétales.

## Utilisation en cuisine

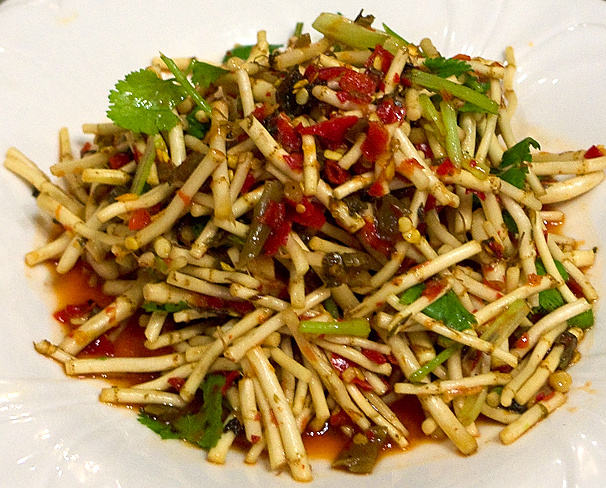
Racines de plante caméléon dans un restaurant de Kaili (2009).

Ses feuilles sont utilisées dans la cuisine vietnamienne, mangées crues en accompagnement de plats à base de viande ou de poisson. Ses racines sont aussi consommées comme légume en Chine, dans la province de Guizhou. Des précautions sont à prendre en zone polluée car la plante est bioaccumulatrice et à proximité de certains élevages (ovins) il existe un risque de présence de douve du foie.

## Galerie

Herbe à poivre, Jardin botanique de la reine Sirikit, Thaïlande.
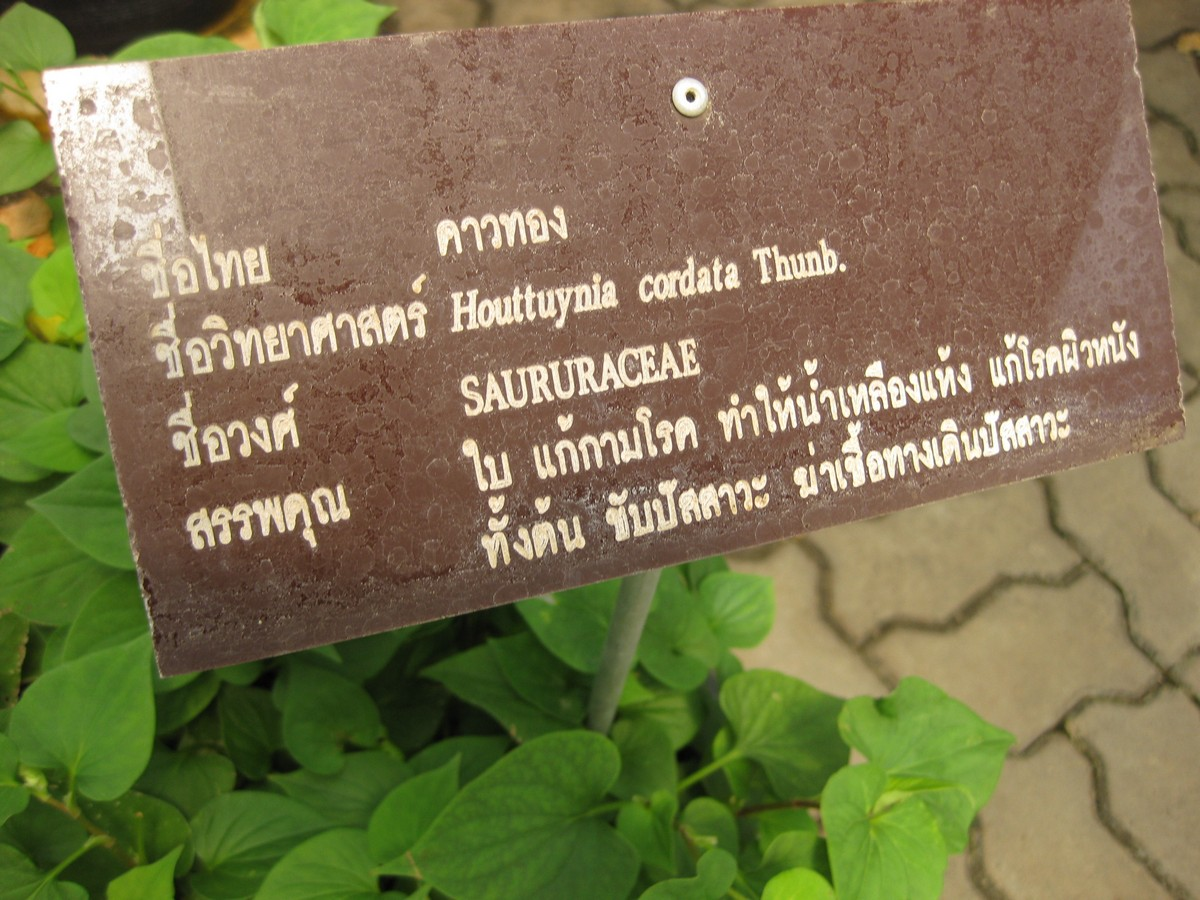
Panneau indicatif en langue thaï.
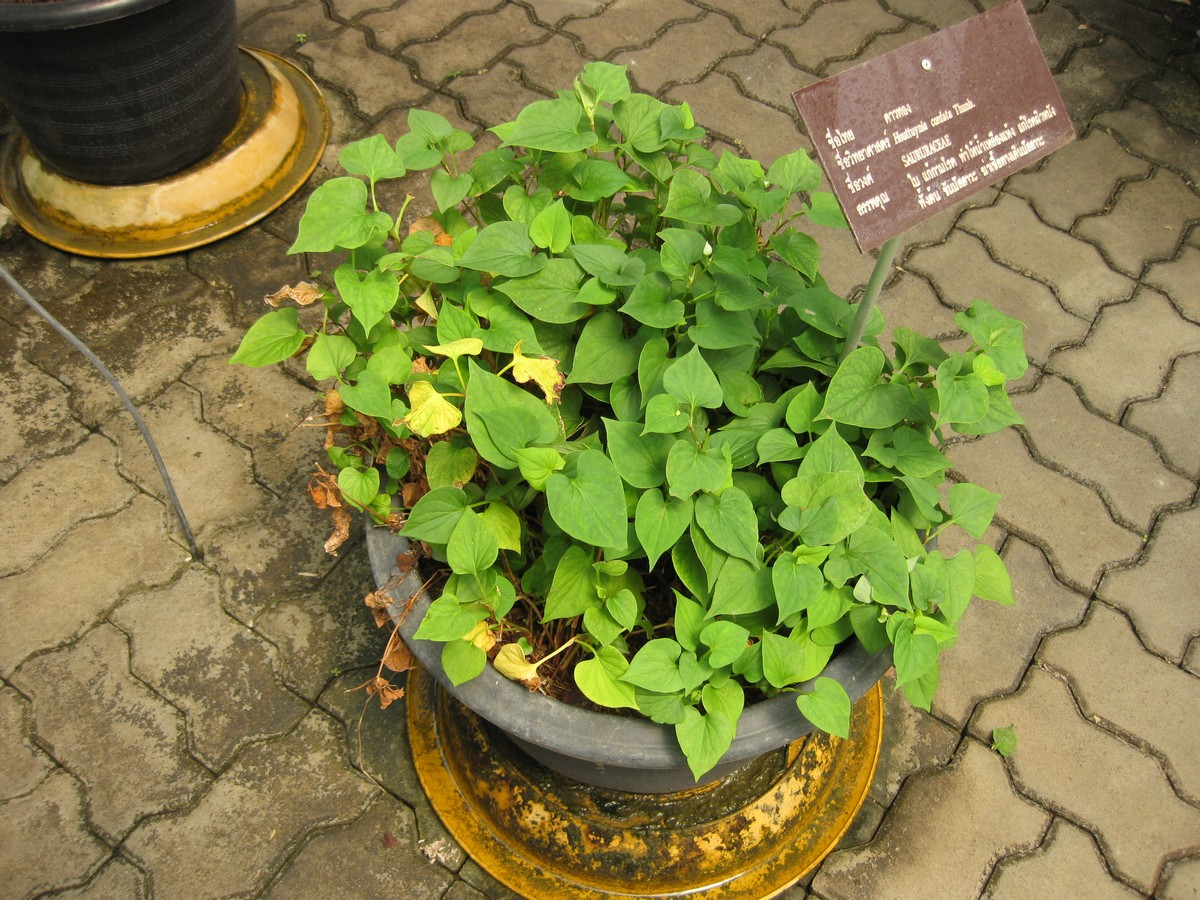
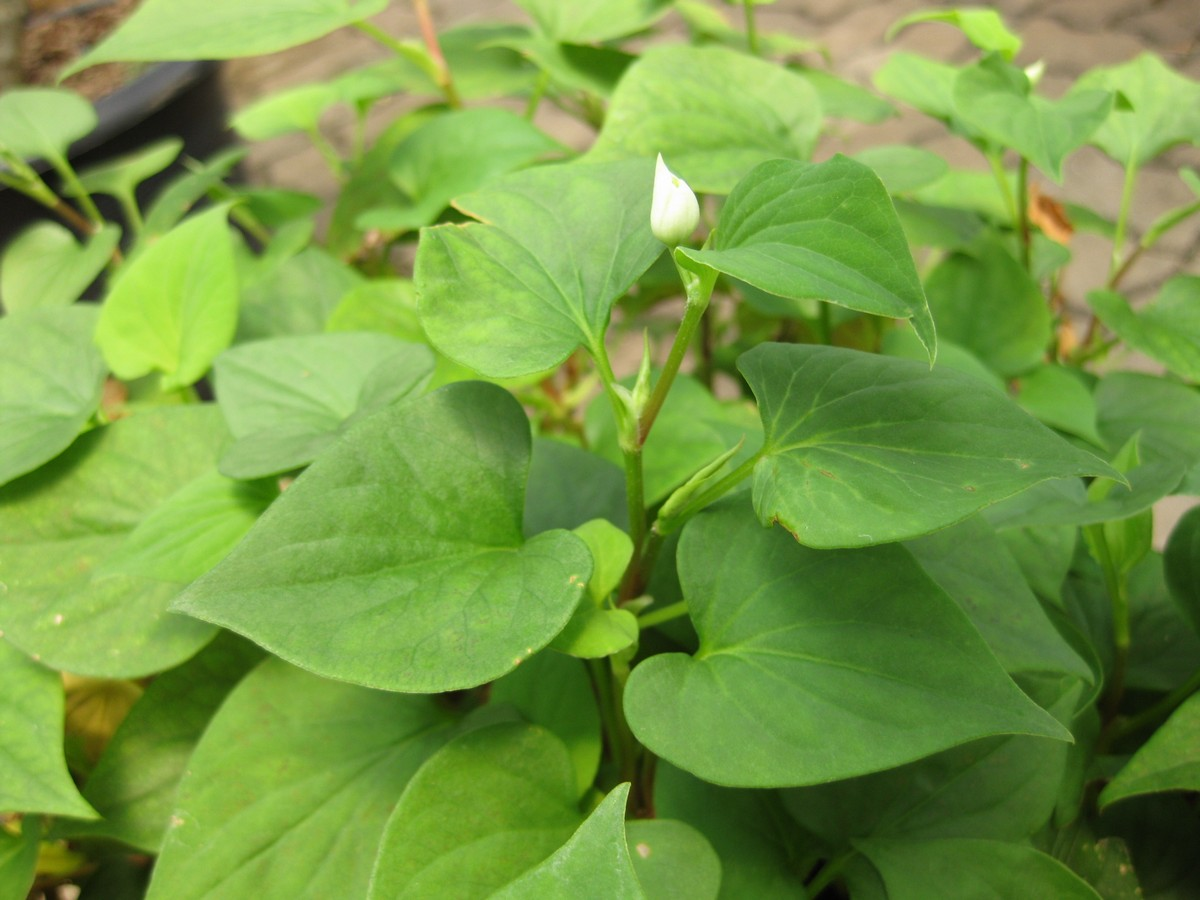